# Nassandres
Nassandres ist eine Ortschaft und eine Commune déléguée in der französischen Gemeinde Nassandres sur Risle mit 1.260  Einwohnern (Stand: 1. Januar 2022) im Département Eure in der Region Normandie.

## Geografie
Nassandres liegt am Ostrand der Campagne du Neubourg am Tal der Risle, 44 Kilometer südwestlich von Rouen, 32 Kilometer nordwestlich von Évreux und 11 Kilometer nordöstlich von Bernay, zwischen den Nachbargemeinden Serquigny im Südwesten, Goupil-Othon im Osten und Fontaine-la-Soret im Norden. Außer der Risle fließt auch noch die Charentonne westlich des Ortskerns durch das Gemeindegebiet. Östlich des Ortskerns liegt ein Wald und südwestlich liegt der See von Grosley (lac de Grosley) Nassandres liegt auf der Départementsstraße 23. Der nächste zivile Flughafen ist der Flughafen Rouen. Die Weiler La Rivière-Thibouville und Bigards gehört zur Gemeinde.
Nassandres ist einer Klimazone des Typs Cfb (nach Köppen und Geiger) zugeordnet: Warmgemäßigtes Regenklima (C), vollfeucht (f), wärmster Monat unter 22 °C, mindestens vier Monate über 10 °C (b). Es herrscht Seeklima mit gemäßigtem Sommer.

## Geschichte
Bigards war im Mittelalter eine Seigneurie, deren gleichnamige Besitzer als Bigart 1124 erstmals urkundlich im Kopialbuch der Priorei de la Trinité in Beaumont-le-Roger erwähnt wurden. Im gleichen Kopialbuch taucht Nassandres als Nacandres auf. Die Kirche von Nassandres und die Kapelle in Bigards wurden am Ende des 13. Jahrhunderts vom damaligen Bischof von Évreux der Abtei Le Bec in Le Bec-Hellouin übereignet. Der Seigneur von Harcourt trat seine Rechte auf Nassandres ebenfalls an die Abtei Le Bec ab, die letzte Abtretungsurkunde wurde im Jahr 1309 erstellt.
1470 gehörte das Lehen Bigards der Familie Erneville, die das alte Herrenhaus bis zur Mitte des 18. Jahrhunderts bewohnte. 1767 erwarb Guy Chambellan das Anwesen und ließ das heutige Schloss erbauen. Er bewohnte das Schloss bis zur Französischen Revolution (1789–1799).
Das Lehen La Rivière-Thibouville gehörte 1488 Jean Seigneuret, dem Baron von Ferrières-Saint-Hilaire und unterstand dem Vicomte von Beaumont-le-Roger. 1619 gehörte es Henri de Conflans, Baron von Armetières. Das Herrenhaus der heutigen Gemeinde Thibouville befand sich in La Rivière-Thibouville. Um 1660 kaufte Lambert d’Herbigny dieses Lehen, 1670 wurde Thibouville zum Marquisat erhoben.
1793 erhielt Nassandres als Nassandre im Zuge der Französischen Revolution den Status einer Gemeinde und 1801 unter dem heutigen Namen durch die Verwaltungsreform der Regierung Napoleon Bonapartes das Recht auf kommunale Selbstverwaltung.
1898 erschütterte die Affaire Alphonse Caillard das ganze Département. Alphonse Caillard war in das Haus eines Vorarbeiters der Zuckerfabrik im Weiler La Rivière-Thibouville eingedrungen und hatte den Vorarbeiter, seine Frau, seine drei Kinder und seine Mutter getötet. Dann hatte er das Haus nach Wertsachen durchsucht, etwas gegessen und Rum getrunken. Danach war er im Zug betrunken und mit einem Sack voller Wertsachen beladen nach Lisieux gefahren. Wo man ihn am nächsten Morgen festnahm. Er wurde von Gendarmen nach Bernay gebracht, wo eine Meute von etwa fünfhundert Personen ihn lynchen wollte. Er wurde zum Tode verurteilt. Anatole Deibler führte die Hinrichtung in Évreux durch. In der landesweiten Berichterstattung der Boulevardpresse, besonders in der Zeitung Le Petit Journal wurde Caillard, der „sechsfache Mörder von Nassandres“, mit Jean-Baptiste Troppmann verglichen.
Im Zweiten Weltkrieg (1939–1945) wurde Nassandres im Sommer 1944 während der Operation Overlord mehrfach durch die Alliierte Luftwaffe bombardiert. An der Kreuzung der Départementsstraßen D23 und D130 in La Rivière Thibouville wurden sämtliche Häuser einschließlich des Waisenhauses zerstört. Auf Luftbildern vom Zusammenfluss von Risle und Charentonne sind zahlreiche Bombenkrater zu sehen, die ebenfalls durch die Bombardements im Sommer 1944 entstanden sind. In der Nähe lag der Eisenbahnknotenpunkt Serquigny, der das eigentliche Ziel der Bomben war. Durch das Bombardement am 16. August 1944 wurden 24 Personen getötet, bei den vorangegangenen Bombardements waren vier Personen getötet worden. Die Kirche wurde beschädigt und die Kirchenfenster zerstört.
Die Gemeinde Nassandres wurde am 1. Januar 2017 mit Fontaine-la-Soret, Carsix und Perriers-la-Campagne zur Commune nouvelle Nassandres sur Risle zusammengeschlossen. Sie gehörte zum Kommunalverband Intercom Risle et Charentonne. 
| Jahr      | 1793 | 1806 | 1861 | 1921 | 1946 | 1982  | 2009  |
| --------- | ---- | ---- | ---- | ---- | ---- | ----- | ----- |
| Einwohner | 614  | 539  | 675  | 721  | 987  | 1.417 | 1.384 |

Am wenigsten Einwohner hatte Nassandres 1806 (539) danach wuchs die Gemeinde bis 1982 (1417 Einwohner).

## Kultur und Sehenswürdigkeiten

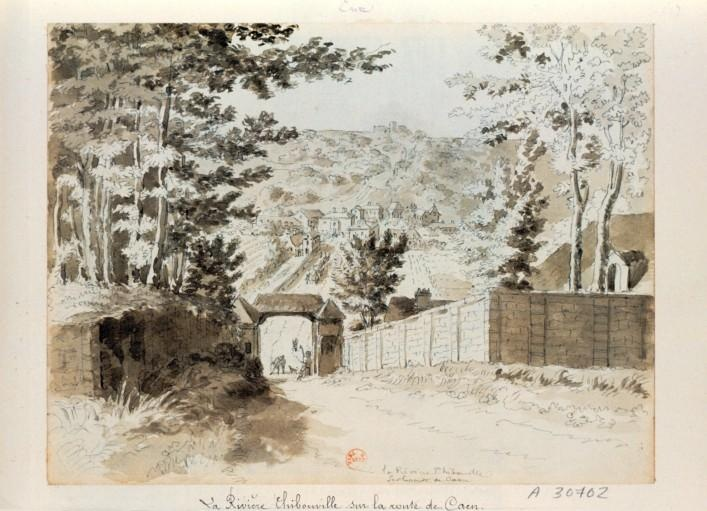
„Das Lehen La Rivière Thibouville auf der Straße nach Caen“, Federzeichnung aus dem 18. Jahrhundert

Das „Schloss der Zuckerfabrik“ (Château de Sucrerie auch Château de Bigards) wurde in der zweiten Hälfte des 18. Jahrhunderts erbaut. Es gehört heute der Familie Bouchon, die auch im Besitz der Zuckerfabrik war. Erhaltene Teile sind unter anderem der Park, das Taubenhaus und eine Cidrepresse. Das Schloss befindet sich im Privatbesitz.
Die Benediktinerpriorei Saint-Denis wurde im 11. Jahrhundert gegründet. Sie unterstand der Abtei von Saint-Cyr-l’École. An der Priorei gab es eine heilige Quelle, die Laurentius von Rom geweiht war. Im 18. Jahrhundert wurde die Priorei aufgelöst und in ein Wohnhaus verwandelt. Nach 1830 wurde sie als protestantische Kirche genutzt und schließlich als Kuhstall. Sie befindet sich im Privatbesitz.
Die Pfarrkirche Notre-Dame, Saint-André wurde im 12. Jahrhundert erbaut und gehörte damals zur Priorei. Die Kirche wurde im 16. Jahrhundert vergrößert. Die Sakristei wurde im 17. Jahrhundert eingerichtet. Im 19. Jahrhundert wurde die Kirche umgebaut. Sie befindet sich heute im Besitz der Gemeinde. In der Kirche wird ein auf Pergament aufgetragenes Gemälde hinter Glas aufbewahrt. Das Bild wurde 1528 gemalt. Es stellt Maria mit dem Kinde dar und wurde 1984 als Monument historique klassifiziert. Die heilige Quelle der Priorei existiert noch heute, sie fließt an der Kirche entlang. Sie ist aber inzwischen dem Heiligen Rochus von Montpellier geweiht und soll heilsam bei Erkrankungen der Knie wirken.
Das Postrelais wurde im 17. Jahrhundert erbaut und um 1754 umgebaut. Es steht im Weiler La Rivière-Thibouville und befindet sich heute im Privatbesitz. Im gleichen Weiler steht die Ruine einer Burg, die 1417 von Thomas of Lancaster, 1. Duke of Clarence, eingenommen wurde und 1590 von der Heiligen Liga. 1726 waren die Mauern, Burggräben, Zugbrücke und Vorhof noch erhalten. Heute ist nur noch die Kapelle Saint-Nicolas erhalten, sie wird als Festsaal der Gemeinde genutzt.

## Wirtschaft und Infrastruktur
Die Zuckerfabrik von Nassandres gehört heute zur Firma Saint Louis Sucre, die wiederum ein Zweig der Firma Südzucker ist. Die Fabrik wurde 1867 von Emile Cartier gegründet und 1882 von Albert Bouchon aufgekauft. 1950 wurde die Brennerei der Fabrik geschlossen. Heute wird vor Ort noch Flüssigzucker hergestellt, verpackt und verschickt. Auf dem Gelände lagern 30.000 Tonnen Zucker und die Fabrik beschäftigt noch 190 Mitarbeiter.
Auf dem Gemeindegebiet gelten kontrollierte Herkunftsbezeichnungen (AOC) für Calvados und Pommeau (Pommeau de Normandie) sowie geschützte geographische Angaben (IGP) für Schweinefleisch (Porc de Normandie), Geflügel (Volailles de Normandie) und Cidre (Cidre de Normandie und Cidre normand).
Es gibt einen Kindergarten und eine Grundschule in Nassandres.